# Ткачак, Кит
Кит Мэттью Ткачак (англ. Keith Matthew Tkachuk; род. 28 марта 1972, Мелроз, Массачусетс) — американский хоккеист. Амплуа — крайний нападающий.
На драфте НХЛ 1990 года выбран в 1-м раунде под общим 19-м номером командой «Виннипег Джетс». 13 марта 2001 года обменян в «Сент-Луис Блюз». 25 февраля 2007 года обменян в «Атланту Трэшерз», а по окончании сезона вернулся в «Сент-Луис Блюз». В 2011 году вошёл в Зал хоккейной славы США.
Самым результативным сезоном для Ткачака стал 1995/96, когда он набрал 98 очков (50+48) в составе «Джетс». Рекорд по шайбам он установил в сезоне 1996/97 — 52 в составе «Койотис».
Ткачак имеет украинские и ирландские корни.
Оба сына Кита — Мэттью и Брэди также являются хоккеистами и были выбраны в первых раундах драфта 2016 и драфта 2018 под общим 6-м и 4-м номерами клубами «Калгари Флеймз» и «Оттава Сенаторз» соответственно. Мэттью уже дважды удавалось набрать за сезон НХЛ более 100 очков, что Киту не удалось ни разу.

## Награды
- Обладатель Кубка мира 1996 (сборная США)
- Серебряный призёр Олимпиады 2002 (сборная США)
- Бронзовый призёр Кубка мира 2004 (сборная США)
- Наибольшее количество заброшенных шайб в НХЛ (52) 1996/97
- Участник матча «Всех звёзд» НХЛ 1997, 1998, 1999, 2004, 2009.

## Статистика
| Легенда | Легенда                    | Легенда | Легенда                   | Легенда | Легенда    |
| ------- | -------------------------- | ------- | ------------------------- | ------- | ---------- |
| И       | Количество проведённых игр | Штр     | Штрафное время            | +/−     | Плюс-минус |
| Г       | Голы                       | П       | Голевые передачи          | О       | Очки       |
| -       | Статистика неизвестна      | —       | Статистика не учитывалась |         |            |

### Комментарии
1. ↑  Встречаются варианты, Кит Ткачук, Кейт Ткачук, Кейт Ткачак; произносится Кэчак[источник не указан 1912 дней]